# FlipOut!
FlipOut! is een computerspel dat werd ontwikkeld door Gorilla Systems Corporation en uitgegeven door Atari Corporation. Het spel kwam in 1995 uit voor het platform Atari Jaguar. Twee jaar later volgde ook een release voor DOS en Microsoft Windows. Het spel is een sciencefictionspel dat zich afspeelt op de planeet Phrohmaj. Het is een puzzelspel waarbij het speelbord isometrisch wordt weergegeven. Het doel van het spel is alle gekleurde tegels op de juiste plaats op het bord te plaatsen. Het spel is voorzien van diverse animaties.

## Platforms
| Jaar | Platform     |
| ---- | ------------ |
| 1995 | Jaguar       |
| 1997 | DOS, Windows |

## Ontvangst
| Beoordeeld door                      | Platform | Datum           | Score |
| ------------------------------------ | -------- | --------------- | ----- |
| Game Players                         | Jaguar   | september 1995  | 73%   |
| Game Zero                            | Jaguar   | oktober 1995    | 68%   |
| Video Games & Computer Entertainment | Jaguar   | september 1995  | 60%   |
| High Score                           | Windows  | april 1997      | 60%   |
| PC Games (Duitsland)                 | Windows  | maart 1997      | 60%   |
| PC Player (Duitsland)                | Windows  | mei 1997        | 60%   |
| neXGam                               | Jaguar   | 2007            | 56%   |
| Power Play                           | Windows  | oktober 1997    | 55%   |
| GamePro (USA)                        | Jaguar   | oktober 1995    | 50%   |
| The Video Game Critic                | Jaguar   | 1 november 2006 | 0%    |